# Zygmunt Schreter
Zygmunt Schreter (ur. 1896 w Łodzi, zm. 1977 w Paryżu) – polski malarz tworzący od 1934 we Francji.
Był synem Maksa Schretera, łódzkiego fabrykanta produkującego tkaniny i wnukiem ozorkowskiego sukiennika. Maks Schreter i jego żona Róża byli zasymilowanymi Żydami, którzy uczęszczali do synagogi i celebrowali szabas. Pierwszy kontakt z grafiką Zygmunt Schreter miał w fabryce ojca, gdzie rysował wzory tkanin. Ponadto był muzycznie uzdolniony, nauczony przez matkę grał na skrzypcach. Ponieważ podczas wybuchu I wojny światowej w 1914 przebywał z ojcem w Karlsbadzie został internowany, przebywając w Berlinie poznał Hermanna Strucka i Roberta Liebknechta. Uczęszczał na zajęcia bezpłatnej akademii malarstwa prowadzonej przez Lovisa Corintha i Martina Brandenborouga, a zarobkował grając w filharmonii berlińskiej i w teatrze Maxa Reinharda. Po zakończeniu wojny pozostał w Berlinie, gdzie był związany ze środowiskiem rosyjskiej i żydowskiej emigracji. W 1927 po raz pierwszy wystawił swoje prace w Łodzi, kolejne wystawy miały miejsce w 1932 i 1933. W 1932 pierwszy raz przebywał w Paryżu, gdzie jego prace były wystawiane w Salonie des Tuileries. W 1934 postanowił zamieszkać w Paryżu na stałe, szybko zaangażował się w życie artystyczne stolicy Francji. Malował portrety ludzi ze swojego otoczenia oraz widoki francuskiej prowincji, po której często podróżował. Brał udział w wielu wystawach, były to m.in. Salony Jesienne, Salon Niezależnych i wystawy tematyczne akwarelistów. Tworzył pod dużym wpływem Cézanne’a, koneserzy sztuki najwyżej cenią tworzone przez Schretera obrazy przedstawiające wnętrza inspirowane kubizmem i sztuką japońską. Do Polski ostatni raz przyjechał na otwarcie wystawy swoich prac w 1937, okres II wojny światowej przeżył ukrywając się w Paryżu. Mimo że już w połowie lat 30. XX wieku przedstawiał się, jako artysta francuski to obywatelstwo tego kraju otrzymał dopiero w 1960. W wielu zagranicznych opracowaniach Zygmunt Schreter jest przedstawiany, jako malarz francuski.